# Buddy Holly (album)
Pour les articles homonymes, voir Buddy Holly (homonymie).
Albums de Buddy Holly
The "Chirping" Crickets
(1957) That'll Be the Day (album)
(1958)
Buddy Holly est le premier album studio de Buddy Holly, publié par Coral Records le 20 février 1958. 
L'album rassemble les quatre singles à succès de Holly sortis sur le label Coral : Words of Love, Peggy Sue, I'm Gonna Love You Too et Rave On. Les musiciens accompagnateurs étaient ceux de Buddy Holly The Crickets. 

## Histoire
Il a été réédité avec différentes pochettes en 2015 par WaxTime Records sur vinyle de 180 g. Cette édition comprenait le livret original et deux pistes supplémentaires, qui sont Now We One (publié comme face B de Early in the Morning) et Ting-A-Ling. Il comprenait également de nouvelles notes écrites par Gary Blailock en septembre 2014.
Certaines rééditions incluent les morceaux du single suivant de Holly, Early in the Morning avec Now We One, et Take Your Time, la face B du single Rave On.

## Liste des chansons
| 1. | I'm Gonna Love You Too | 2:14 |
| 2. | Peggy Sue              | 2:30 |
| 3. | Look at Me             | 2:07 |
| 4. | Listen to Me           | 2:22 |
| 5. | Valley of Tears        | 2:09 |
| 6. | Ready Teddy            | 1:32 |

| 1. | Everyday                             | 2:09 |
| 2. | Mailman, Bring Me No More Blues      | 2:12 |
| 3. | Words of Love                        | 1:56 |
| 4. | You're So Square (Baby I Don't Care) | 1:37 |
| 5. | Rave On!                             | 1:50 |
| 6. | Little Baby                          | 1:57 |

1999 Bonus tracks
| No | Titre             | Durée |
| -- | ----------------- | ----- |
| 1. | That's My Desire  | 2:25  |
| 2. | Think It Over     | 1:45  |
| 3. | Fool's Paradise   | 2:30  |
| 4. | Well... All Right | 2:14  |
| 5. | Take Your Time    | 1:58  |

## Personnel
The Crickets
- Buddy Holly - chant, guitare
- Joe B. Mauldin - basse
- Jerry Allison - batterie
- Niki Sullivan - guitare rythmique

Personnel supplémentaire
- Norman Petty - orgue (piste 3), piano (piste 11)
- Vi Petty - piano (pistes 3, 5, 6, 8), célesta (piste 7)
- CW Kendall Jr. - piano (pistes 3, 10, 12)
- Al Caiola - guitare (piste 11)
- Donald Arnone - guitare (piste 11)
- William Marihe - chœurs (piste 11)
- Robert Bollinger - chœurs (piste 11)
- Robert Harter - chœurs (piste 11)
- Merrill Ostrus - chœurs (piste 11)
- Abby Hoffer - chœurs (piste 11)

## Classements
Single
| An   | Célibataire | Graphique             | Position |
| ---- | ----------- | --------------------- | -------- |
| 1957 | Peggy sue   | Billboard Pop Singles | 3        |